# Medalha Jubileu de Brilhante
Medalha Jubileu de Brilhante  foi lançada no dia 24 de outubro de 2016, como evocação às homenagens de comemoração aos 60 Anos do Batalhão Suez, a medalha será concedida a Civis e Militares que se destacaram por seus serviços prestados à sociedade.

## Batalhão Suez
Criado por decreto do Congresso Nacional em 22 de novembro de 1956, o Batalhão Suez foi contingente do Exército Brasileiro enviado ao Oriente Médio como parte das Forças de Paz da ONU no conflito entre Estado de Israel, Egito e seus vizinhos árabes. Foi também parte da Força de Emergência das Nações Unidas (UNEF) em operação no Egito, ao longo do Canal de Suez, durante aquele conflito, e nos anos posteriores, e também na Força de Paz criada após a nacionalização do canal pelo presidente egípcio Gamal Abdel Nasser, em 26 de julho de 1956.
Cerca de seis mil homens do Exército Brasileiro participaram, em revezamento, do Batalhão Suez durante seus dez anos de presença no Sinai. O retorno definitivo das forças ao Brasil aconteceu em junho de 1967, após a Guerra dos Seis Dias. Em 1988, a UNEF – ONU, cuja força ficou conhecida como ‘Boinas Azuis da Paz’, recebeu o Prêmio Nobel da Paz.